# Julián Carrón
Le père Julián Carrón (né à Navaconcejo, le 25 février 1950) est un prêtre, un théologien et un linguiste espagnol.
Il est spécialiste d'ancien araméen et de grec biblique. Depuis 2005, après la mort de son fondateur Luigi Giussani, il dirige le mouvement Communion et Libération (CL) : comme président de la Fraternité Communion et Libération, et comme conseiller ecclésiastique de l'association Memores Domini.

## Études et professorat en Espagne
Ordonné prêtre du diocèse de Madrid en 1975, docteur en théologie en 1984 et membre titulaire de l'École biblique de Jérusalem, Julián Carrón a longtemps enseigné l'Écriture Sainte à l'Institut d'études bibliques Saint-Damase de Madrid, à l'heure actuelle Université Saint-Damase : parmi ses principaux centres d'intérêt, l'étude de l'historicité des Évangiles, où il représente ce qu'on appelle l'École exégétique de Madrid ; dans ce domaine, il a publié, outre de nombreux articles, le livre Jesus el Mesias manifestado (Studia Semitica Novi Testamenti, 2 - Madrid 1993).
Avec un groupe de prêtres très attachés au père Javier Martinez (actuellement archevêque de Grenade), Carrón a donné vie en Espagne, entre les années 1970 et 1980, à l'expérience d'un mouvement de jeunes, du nom de Nueva Tierra. Dans ces mêmes années, une réunion décisive a eu lieu entre ces prêtres et quelques ciellini espagnols, et par suite avec Mgr Luigi Giussani.
En 1985, Carrón et ses amis ont décidé, avec la majorité des membres de leur mouvement d'origine, d'adhérer de façon effective à Communion et Libération, reconnaissant d'une inspiration commune, et ils se sont rangés au nombre des disciples de Mgr Giussani.
Carrón devient ensuite directeur de l'édition espagnole de la revue internationale de théologie Communio et l'un des dirigeants du CL en Espagne.

## Séjour en Italie
En 2004, Mgr Luigi Giussani l'appela en Italie, à Milan (où depuis mars 2005 le père Carrón est professeur de théologie à l'Université catholique), cet « appel » correspond à une désignation explicite pour lui succéder à la direction du mouvement Communion et Libération : cette nouvelle fut diffusée en août 2004, à la Rencontre annuelle pour l'amitié entre les peuples à Rimini.
Après la mort de Mgr Giussani le 22 février 2005, le père Julián Carrón fut élu et prit effectivement la direction du mouvement Communion et Libération (19 mars 2005) dont il fut élu président, et il fut nommé (le 13 mai 2005) conseiller ecclésiastique de l'Association Memores Domini, les deux associations avaient été fondées par le père Giussani. Voici l'une de ses premières déclarations:
« La perte de don Giussani m'a laissé sans voix. Comparé à lui, je suis un petit homme, un pauvret. Et c'est pourquoi sa disparition me touche d'autant plus. […] Je suis certain que de là-haut don Giussani, comme un père, continuera de m'accompagner, comme il l'a déjà fait jusqu'à aujourd'hui »
(La Repubblica, 23 février, 2005)
À l'été de 2005, le père Julián Carrón fut reçu pour la première fois par Benoît XVI. Le pape ne se contenta pas de montrer son estime envers Mgr Giussani, mais il invita le père Carrón au Synode des évêques sur l'eucharistie qui se tint à l'automne de la même année. Par ailleurs le 3 juin 2006 à Rome, place Saint-Pierre, à l'occasion de la célébration des vêpres lors de la rencontre entre le Pape, les mouvements ecclésiaux et les communautés nouvelles, le père Julián Carrón intervint avec un commentaire de l'Apocalypse.
En octobre 2005, il participa au Synode sur « L'Eucharistie: source et sommet de la vie et de la mission de l'Église », comme père synodal désigné par le pape.
En avril 2008, il fut nommé par Benoît XVI consultant du Conseil pontifical pour les Laïcs.
En octobre 2008, il participa au Synode sur « La Parole de Dieu dans la vie et dans la mission de l'Église », comme père synodal désigné par le pape.
En mai 2011, il fut nommé par Benoît XVI consultant du nouveau Conseil pontifical pour la promotion de la Nouvelle Evangélisation
Le 18 mai 2012 on conféra au père Julián Carrón la médaille présidentielle et le doctorat honoris causa de l'Université catholique d'Amérique de Washington, lors de la cérémonie annuelle de remise du diplôme. Le doctorat lui fut décerné « pour son service exceptionnel dans le domaine de la théologie, en particulier de la Sainte Écriture, et pour sa direction d'un mouvement ecclésial international reconnu par le pape. »
En octobre 2012 il participa au Synode sur « La nouvelle évangélisation pour la transmission de la foi chrétienne» comme pères synodal désigné par le pape.